# Isla Heron

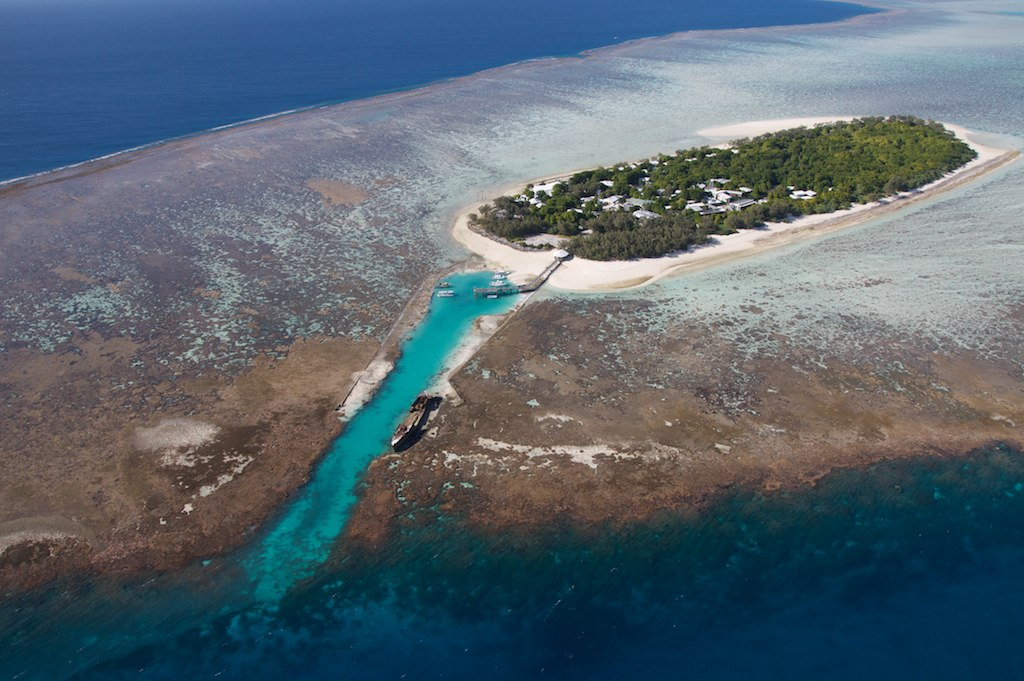
Heron Island

La isla Heron es un cayo de coral ubicado cerca del Trópico de Capricornio en el sur de la Gran Barrera de Coral, 80 kilómetros al noreste de Gladstone, Queensland, Australia, y 460 km al noroeste del estado capital Brisbane. La isla está situada en el lado de sotavento de Heron Reef, una plataforma de arrecifes marginales de gran biodiversidad, que alberga alrededor de 900 de las 1500 especies de peces y el 72% de las especies de coral que se encuentran en la Gran Barrera de Coral. Durante los meses de verano, Heron Island es también el hogar de más de 200 000 aves, incluidas las golondrinas de mar y las pardelas de cola de cuña.